# Bulbophyllum shepherdii
Bulbophyllum shepherdii là một loài phong lan thuộc chi Bulbophyllum.